# Metasia ateloxantha
Metasia ateloxantha là một loài bướm đêm trong họ Crambidae.